# Găujani
Găujani è un comune della Romania di 2 558 abitanti, ubicato nel distretto di Giurgiu, nella regione storica della Muntenia.
Il comune è formato dall'unione di 3 villaggi: Cetățuia, Găujani, Pietrișu.
Găujani ha dato i natali al soprano Mariana Nicolesco (1948).